# Orfeo (művészeti csoport)
Az Orfeo az 1970-es években aktív magyar amatőr művészeti csoport volt. Tagjai nemcsak alkotóközösséget alkottak, hanem részben együtt is laktak. Az együttes bábcsoportot, stúdió színházat, zenekart, szociofotós és képzőművészeti csoportot foglalt magában. Az Orfeo tagjai radikális, újbaloldali elköteleződésük miatt 1972-től támadásoknak, zaklatásoknak voltak kitéve politikai és erkölcsi indokokra hivatkozva a hivatalos kultúrpolitika, illetve a politikai rendőrség részéről. Az „Orfeo-ügy” a maga korában nagy sajtónyilvánosságot kapott, végül a csoport fokozatos felszámolásához vezetett.

## Elnevezése
Az Orfeo az Orpheusz spanyol nyelvi megfelelője. A művészeti csoport első produkciója Györe Imre költői játékának, az Orfeo szerelmének bábjátékként való színre vitele volt. A darab Orpheusz mitológiai történetének Latin-Amerikába helyezett, népmeseszerű újragondolása, hőse – aki félreérthetetlenül maga Che Guevara – a sötét erők, a halál hatalmát úgy győzi le, hogy a „Sóhajok útja” helyett a „Fegyverek útja” mellett dönt. Végül meghal, de „nem hal meg egészen”, hiszen a nép emlékezetében örökké élni fog, s vele együtt a remény, hogy mindig születnek újabb Orfeók. Ily módon a művészeti csoport neve, az Orfeo a hivatalos politika által az ifjúságra veszélyesnek, túlzottan forradalminak tekintett Che Guevara fedőneveként funkcionálhatott.

## Alakulása
Az Orfeo története 1969 őszén, a Képzőművészeti Főiskola KISZ-bizottságában kezdődött, amely a visszaemlékezők szerint a kor hivatalos kultúrpolitikájához képest progresszív, az akkori szóhasználat szerint „ultrabalos” szemléletű volt; egy humanista, puritán marxizmus talaján állt, s a „harmadik világ” gyarmatosítók elleni szabadságmozgalmaiból, forradalmi megmozdulásaiból inspirálódva képzelte el a hazai szocialista rendszer megreformálását. A KISZ-bizottság akkori elnöke, Bálványos Huba grafikus–tanár, Kiss Mihály grafikus, Fábry Péter fotós, Lóránt Zsuzsa szobrász–tanár, Németh Ilona, valamint Malgot István szobrászhallgató – az 1968-as „maoista per” egyik vádlottja – és akkori felesége, Komjáthy Anna grafikus egy amatőr bábegyüttes létrehozásába fogott.

„Mi a francia ’68 eszméivel szimpatizáló, alapvetően a marxizmus talaján álló, tehát baloldali csoportot alkottunk. Azt láttuk magunk körül, hogy a proletárdiktatúra nem azonos a proletárhatalommal, a párt nem azonos a munkásosztállyal. Cselekvési alternatívákat kerestünk, s korábban a sztálinizmussal is, a maoizmussal is kacérkodtunk már.”
„…mi baloldaliak voltunk. Számunkra a polgári társadalom mint reális alternatíva nem létezett.”

– Malgot István, Az Orfeo-ügy, Beszélő

A bábozáshoz más művészeti ágak segítségére is szükség volt, a kezdetben képzőművészekből álló csoport így került kapcsolatba Fodor Tamás színésszel, aki révén  más színészek is bekapcsolódtak a munkába. A Malgot István vezette bábegyüttes mellett így létrejött Orfeo Stúdió néven a színjátszó csoport Fodor Tamás irányítása alatt, ezen kívül megszületett az Orfeo Zenekar, néhány főiskolásból pedig a képzőművész csoport Bálványos Huba vezetésével. A báb- és a zenei együttes Kőbányán, az ifjúsági klubban dolgozott, a stúdió pedig a IX. kerületi Hazafias Népfront tanácstermében kapott helyet Angela Davis Klub néven. 

„Nevet kellett választanunk, s azt, amit szívünk szerint választottunk volna, nem lehetett, ugyanis Che Guevara neve tabu volt. Ezért aztán mi Angela Davisről neveztük el a klubot”

– Fodor Tamás, Az Orfeo-ügy, Beszélő

A klubban az előadásoktól függetlenül is tartottak vita- illetve filmesteket, valamint meghívott előadóval vezetett beszélgetéseket. Időnként a „Lukács-iskola” tagjai is megfordultak itt, például Heller Ágnes és Tordai Zádor. Az Orfeón belül a bábozás és a stúdió munkája mellett műhelyszerű képzőművészeti tevékenység is folyt. Az elsősorban grafikai és fotós alkotásokat készítő csoport munkáiból több kiállítást is rendeztek, az elsőt 1970-ben az akkor létesített Csepel Galériában.
Az Orfeo együttes tagjai 1971 és 1974 között Pilisborosjenőn egy ikerházat építettek maguknak, ami közös lakóhelyként valamint alkotó- és próbatérként is funkcionált a bábosok, illetve a stúdiósok számára.

## Az „Orfeo-ügy”
1972. március 15.-én a kommunista hatalom meglepetéssel tapasztalta, hogy a nemzeti ünnepet a fiatalok egy része nem a hivatalos megemlékezések keretében, hanem a maga módján ünnepelte meg, rendszerellenes jelszavakat skandálva. Ez a hatóságok körében riadalmat keltett, és az ifjúsági szerveződések fokozott ellenőrzését vonta maga után. Az Orfeo ellen vizsgálat indult „erkölcsi és politikai ügyben”. A Hazafias Népfront hirtelen úgy döntött, hogy nem feladata színjátszócsoport működtetése, valamint hogy egy ilyen csoport sértheti egy lakóház nyugalmát, vagyis hogy az Orfeo Studió további működését az intézményben nem engedélyezi. Malgot Istvánt közokirat-hamisítás ürügyén beidézték a rendőrségre, ahol a politikai rendőrség két tisztje a bábegyüttes politikai nézeteiről, erkölcsi életéről faggatta. A képzőművészeti főiskolát a rendőrség felszólította, hogy ne engedje Malgotot államvizsgázni, mert ifjúság elleni bűntett gyanúja miatt vizsgálat folyik ellene.
A rendőrségi ügy végül vádemelés nélkül zárult le, de súlyos következményei voltak: az Orfeót az ország valamennyi művelődési házából kitiltották, csak a Duna Cipőgyár Művelődési Házának igazgatója merte befogadni őket. Hat személy – köztük Fodor Tamás és Malgot István – rendőrhatósági figyelmeztetést kapott nyilvánosan hangoztatott „társadalomellenes nézetek” miatt. Malgot Istvánt diplomájának megszerzésében hátráltatták, megakadályozták a Képzőművészeti Alapba, valamint a Fiatalok Stúdiójába való felvételét; Bálványos Hubát főiskolai tanári állásából elbocsátották. Az Orfeóra a médiákban nem hivatalos szilenciumot rendeltek el; több középiskolában eltiltották a diákokat az Orfeo-előadások látogatásától.
1972 októberében a Magyar Ifjúságban Orfeo az álvilágban címmel cikk jelent meg, amely felelevenítette a korábbi vádakat, s Malgot Istvánt vádolta az együttesben uralkodó állítólagos züllött életmód miatt, amit a pilisborosjenői közös házban való kommuna jellegű együttéléssel is összefüggésbe hozott. A cikk komoly sajtóvitát robbantott ki, az Élet és Irodalom védelmébe vette a kulturális csoportot, a Magyar Ifjúság szerzőjét egyoldalúsággal, sőt sajtóetikai vétségekkel vádolta. Az utolsó szót végül a KISZ KB Kulturális Osztályának vezetője után a vitát kirobbantó cikk szerzője mondta ki, az illetékesek figyelmébe ajánlva: nem magánügy, hogy mire használják az ifjúsági művelődés nyilvános tereit.
Részben ezek az események is közrejátszottak abban, hogy a bábcsoport és a színházi együttes kapcsolatai megromlottak. 1974-ben Az irodalmi színpad felvette a Stúdió K nevet, külön útra tért, a zenészek még korábban, 1972-től Vízöntő illetve Kolinda együttesként folytatták pályafutásukat. A bábcsoportot 1978-ban Gyurkó László a Népszínházhoz szerződtette. Ezzel gyakorlatilag befejeződött az Orfeo története. Az a fajta elkötelezett művészet, amelyet az Orfeo is képviselt, az 1970-es évek végére ellenőrzés alá került, a rendszer megtűrt részévé vált.

## Emlékezete
A Orfeo csoport történetét az Inconnu csoporttal összehasonlítva a Balra át, jobbra át – Művészeti és politikai radikalizmus a Kádár-korban // Az Orfeo és az Inconnu csoport című kiállítás dolgozta fel, ami 2019. október 3. és november 24. között volt látható a Blinken OSA Archívum Centrális Galériájában.